# Justin Heinrich Knecht
Justin Heinrich Knecht (Biberach an der Riss, 30 septembre 1752 – mort dans la même ville le 1er décembre 1817), est un compositeur allemand, organiste et théoricien de la musique.

## Biographie
Justin Heinrich Knecht apprend à jouer de l'orgue, du piano, du violon et le chant à Biberach dans un collège luthérien. Il devient ensuite professeur de littérature et directeur de la musique dans la même ville et occupe, à partir de 1792, le poste d'organiste de l'église Saint-Martin. En décembre 1806 Knecht se rend à Stuttgart dans l'espoir d'un poste de maître de chapelle. Il est finalement nommé directeur de l'opéra et des concerts de la cour par le roi du Wurtemberg en avril 1807. À la suite d'intrigues de cour il revient à Biberach et y finit sa vie avec une belle réputation de compositeur, organiste et théoricien.

## Discographie
- Le Portrait musical de la Nature ou Grande Simphonie en sol majeur - Akademie für Alte Musik Berlin, dir. Bernhard Forck (juin 2019, Harmonia Mundi HMM 902425)

## Sources
- (en) Michael Ladenburger, « Knecht, Justin Heinrich  », dans Grove Music Online, Oxford University Press, 2001.
- (de) Linda Maria Koldau, « Knecht, Justin Heinrich », dans MGG Online, Bärenreiter et Metzler, 2003
- (en) Biographie sur Bach-cantatas.com